# Трнинић Бријег
Трнинић Бријег је насељено мјесто у Босни и Херцеговини у општини Дрвар које административно припада Федерацији Босне и Херцеговине. Према попису становништва из 1991. у насељу је живјело 377 становника.

## Географија
Трњинић Бријег је као и сва села доњег Унца дуго и уско село. Но дужина села не иде истим правцем којим и дужина Уначке Жупе него се овом унакрсно сјече. Стога свако ово село има у своме саставу по комадић жупе и по комадић свију оних страна, заравни и плећа што се изнад Жупе узвијају на обе стране све до планинских коса, као скрајњих планинских видика. Село има природне границе само на западу и истоку. На западу чине границе Мисије и Јадовник, на истоку Клековача и Црљивица. Према југу и сјеверу нема никакаве видне границе, а ни по удаљености кућа не може се распознати гдје престаје једно село, а отпочиње друго.
Село је разбијеног типа. Дјели се на шест крајева: Трњинића Бријег, Прњавор, Каменица, Црљивица (Речковац), Подови, Оташевац. У главном крају, Трњинића Бријегу, куће су прилично наблизу, тако да овај крај пружа вид напола збијеног села.

## Становништво
|             | 2013.        | 1991.        | 1981.        | 1971.        |
| Укупно      | 232 (100,0%) | 382 (100,0%) | 385 (100,0%) | 326 (100,0%) |
| Срби        | 230 (99,14%) | 371 (97,12%) | 362 (94,03%) | 324 (99,39%) |
| Хрвати      | 1 (0,431%)   | –            | –            | –            |
| Босанци     | 1 (0,431%)   | –            | –            | –            |
| Југословени | –            | 11 (2,880%)  | 23 (5,974%)  | 1 (0,307%)   |
| Остали      | –            | –            | –            | 1 (0,307%)   |